# Mohamed Sebbar
 (juillet 2020).
Mohamed Sebbar de son nom complet Mohamed Amine Sebbar (en arabe : محمد أمين الصبار), né le 14 avril 1992 à Safi au Maroc, est un footballeur marocain. Il évolue au poste de défenseur à l'Olympique de Safi en Botola Pro.

## Palmarès

### En club
Olympique de Safi
- Coupe du Trône (1) :
  - Finaliste : 2015-16.